# Erez Tal
 (février 2021).
Le contenu est difficilement compréhensible vu les erreurs de traduction, qui sont peut-être dues à l'utilisation d'un logiciel de traduction automatique.
Pour les articles homonymes, voir Tal.
Erez Tal (hébreu : ארז טל), né le 27 juillet 1961 à Tel Aviv, est un animateur de télévision israélien.
Il a animé avec Avri Guilad l'émission Ha-Olam Ha'Erev, diffusée de 1990 à 1993 sur Aroutz 2 (chaîne qui était alors en test de transmission).
En 2009 et 2015 il a présenté les deux premières saisons de HaAh HaGadol VIP. 
Il présente le Concours Eurovision de la chanson 2019, en direct de Tel Aviv en Israël, du 14 au 18 mai 2019, aux côtés d'Assi Azar, Lucy Ayoub et Bar Refaeli.

## Biographie
Erez Tal sous le nom d'Erez Moshe Ben-Tulila à Tel Aviv, en Israël, de parents juifs. Son père, Aharon Ben-Tulila, a immigré d'Algérie, tandis que sa mère Edna est née en Israël. Sa famille a hébraïsé son nom de famille en Tal ("rosée" en hébreu) lorsqu'il avait quatre ans.
La première émission de Tal a été diffusée sur la station de radio Voice of Peace, alors qu'il était lycéen à la Urban A School. Il s'est ensuite dirigé vers Galeï Tsahal.
Après plusieurs années de voix off et d'émissions occasionnelles à Galeï Tsahal, Tal a créé, édité et soumis quotidiennement l'émission de radio humoristique "What is" avec Avri Gilad. L'émission a été diffusée le 18 octobre 1983, a acquis une grande popularité et est considérée comme une percée à la radio. Après trois ans, Erez Tal et Avri Gilad ont cessé de travailler ensemble sur le programme. Tal a poursuivi la dernière saison sans Gilad et, en 1987, Tal a annoncé que le programme avait cessé de fonctionner..
Par la suite, Tal a été nommé commandant adjoint des vagues de la FID pour des postes spéciaux, s’est employé à élargir les émissions de la FID et a lancé la FID 2 (diviser les vagues de la FID afin de diffuser divers programmes sur et sur AM FM) et de la FID 3 (émissions locales). Diffusé au "studio", le studio mobile Galetz, dans diverses localités d’Israël). Avec la nomination de Moshe Shlonsky au poste de commandant du commandant des FDI, les deux hommes ont commencé à travailler à la création du Galgaltz, une chaîne de diffusion complète pour l’Alliance démocratique, qui plaira aux chauffeurs. Après s'être préparé pendant environ un an, Gallegz a commencé à émettre en octobre 1993.
Parallèlement à son travail à la télévision, Tal commence à diffuser à la télévision et, à l’été de 1990, elle voit "Seeing 6/6" à la télévision éducative. , A écrit et soumis le programme d'humour et de satire "The Evening World" avec Avri Gilad et Einav Galili, qui a connu un grand succès.
À l'été 1993, il dirige le programme "מי לה שיא" sur Aroutz 1.
En prévision de la création de la chaîne 2, il a rejoint le noyau de Keshet Broadcasting, dirigé par Alex Giladi. Il est l’un des leaders professionnels qui ont soumis Keshet à l’appel d’offres. Après sa victoire, il est devenu le premier responsable de programme de Keshet. Tal a occupé ce poste pendant les mois de construction et la première année de diffusion (de novembre 1993 à novembre 1994). Depuis qu'il a quitté le rôle officiel de gestion de programme et jusqu'à ce jour, Tal continue à être actif dans la diffusion en coulisses (à l'exception de l'année où il est parti pour Channel 10).
Au même moment, au milieu des années 90, Tal était l'un des fondateurs du groupe de radio de Tel-Aviv, qui avait remporté l'appel d'offres "Second Wave" des radios régionales et avait même diffusé plusieurs programmes radiophoniques sur cette station.